# Gaël Ondoua
Gaël Nesterovich Bella Ondoua, född 4 november 1995 i Yaoundé, är en kamerunsk fotbollsspelare som spelar för schweiziska Servette och Kameruns landslag.

## Klubblagskarriär
Den 26 augusti 2021 värvades Ondoua av tyska Hannover 96, där han skrev på ett tvåårskontrakt. Den 21 juli 2023 blev Ondoua klar för en återkomst i schweiziska Servette, där han skrev på ett tvåårskontrakt.

## Landslagskarriär
Ondoua debuterade för Kameruns landslag den 25 mars 2022 i en 1–0-förlust mot Algeriet, där han blev inbytt i den 85:e minuten mot Jean Onana.
Ondoua var uttagen i Kameruns trupp till VM 2022 i Qatar. Under turneringen skapade han internationella rubriker genom att bära Rysslands flagga på sina skor, vilket var kontroversiellt då Ryssland vid tillfället begick krigsbrott i Ukraina.

## Privatliv
Ondoua växte upp i Ryssland där hans far jobbade som diplomat. Han har både ryskt och kamerunskt medborgarskap. Ondoa talar ryska, franska och engelska.